# Внешний ключ
Вне́шний ключ (англ. foreign key) — понятие теории реляционных баз данных, относящееся к ограничениям целостности базы данных.
Неформально выражаясь, внешний ключ представляет собой подмножество атрибутов некоторой переменной отношения R2, значения которых должны совпадать со значениями некоторого потенциального ключа некоторой переменной отношения R1.
Формальное определение. Пусть R1 и R2 — две переменные отношения, не обязательно различные. Внешним ключом FK в R2 является подмножество атрибутов переменной R2 такое, что выполняются следующие требования:
1. В переменной отношения R1 имеется потенциальный ключ CK такой, что FK и CK совпадают с точностью до переименования атрибутов (то есть переименованием некоторого подмножества атрибутов FK можно получить такое подмножество атрибутов FK’, что FK’ и CK совпадают как по именам, так и по типам атрибутов).
2. В любой момент времени каждое значение FK в текущем значении R2 идентично значению CK в некотором кортеже в текущем значении R1. Иными словами, в каждый момент времени множество всех значений FK в R2 является (нестрогим) подмножеством значений CK в R1.

При этом для данного конкретного внешнего ключа FK → CK отношение R1, содержащее потенциальный ключ, называют главным, целевым, или родительским отношением, а отношение R2, содержащее внешний ключ, называют подчинённым, или дочерним отношением.
Поддержка внешних ключей также называется соблюдением ссылочной целостности. Реляционные СУБД поддерживают автоматический контроль ссылочной целостности.

## Пример
Предположим, что в базе данных имеется две таблицы: City (города) и Street (улицы), которые определяются следующим образом:
```
CREATE
 
TABLE
 
City

(

  
id
   
INTEGER
 
NOT
 
NULL
 
PRIMARY
 
KEY
,

  
name
 
CHAR
(
40
)

)

CREATE
 
TABLE
 
Street

(

  
id
      
INTEGER
 
NOT
 
NULL
 
PRIMARY
 
KEY
,

  
name
    
CHAR
(
40
),

  
id_city
 
INTEGER
 
NOT
 
NULL
 
FOREIGN
 
KEY
 
REFERENCES
 
City
(
id
)

)

```

Содержимое этих таблиц следующее:
CITY
| ID | NAME            |
| -- | --------------- |
| 1  | Москва          |
| 2  | Санкт-Петербург |
| 3  | Владивосток     |

STREET
| ID  | NAME             | ID_CITY |
| --- | ---------------- | ------- |
| 181 | Малая Бронная    | 1       |
| 182 | Тверской бульвар | 1       |
| 183 | Невский проспект | 2       |
| 184 | Пушкинская       | 2       |
| 185 | Светланская      | 3       |
| 186 | Пушкинская       | 3       |

Таблица STREET имеет поле ID_CITY, которое является внешним ключом и ссылается на таблицу CITY. Значение в этом поле соответствует первичному ключу в таблице CITY для того города, где расположена улица. Так, Невский проспект имеет ID_CITY=2, что соответствует Санкт-Петербургу (ID=2 в таблице CITY).
В таблице STREET находятся две улицы с одинаковым названием Пушкинская, которые отличаются значением поля ID_CITY. Одна из них находится в Санкт-Петербурге (ID_CITY=2), другая — во Владивостоке (ID_CITY=3).
Попытка внести в таблицу STREET улицу «Дерибасовская» с ID_CITY=4 вызовет ошибку нарушения ссылочной целостности, поскольку в таблице CITY нет города с ID=4. Однако после внесения в таблицу CITY города «Одесса» с ID=4, повторное внесение улицы «Дерибасовская» с ID_CITY=4 пройдёт успешно.
При удалении из таблицы CITY города Владивостока результат зависит от свойств внешнего ключа:
- Если для внешнего ключа разрешено удаление по цепочке (DELETE CASCADE), то вместе с удалением Владивостока будут удалены улицы Светланская и Пушкинская с ID=3.
- Если для внешнего ключа запрещено удаление по цепочке, то операция вызовет ошибку нарушения ссылочной целостности, так как в таблице STREET будут находиться улицы с кодом ID_CITY=3, который отсутствует в таблице CITY.

При изменении в таблице CITY кода города Санкт-Петербурга с 2 на 48 результат зависит от свойств внешнего ключа:
- Если для внешнего ключа разрешено изменение по цепочке (UPDATE CASCADE), то вместе с изменением кода Санкт-Петербурга будут изменены значения ID_CITY для соответствующих улиц.
- Если для внешнего ключа запрещено изменение по цепочке, то операция вызовет ошибку нарушения ссылочной целостности, так как в таблице STREET будут находиться улицы с кодом ID_CITY=2, который отсутствует в таблице CITY.